# کی می‌خواد برای هنر بمیره؟
«کی می‌خواد برای هنر بمیره؟» (به انگلیسی: Who Wants to Die for Art?) پنجمین و آخرین تک‌آهنگ گروهٔ نویز پاپ آمریکایی اسکارلینگ. می‌‎باشد که در ۲۹ اکتبر سال ۲۰۱۳ از سوی کامیتی تو کیپ موزیک اویل منتشر گردید. «کی می‌خواد برای هنر بمیره؟» آخرین موسیقی منتشر شده توسط جسیکا قبل بازنشستگی وی از موسیقی در سال ۲۰۲۱ نیز می‌باشد.